# Elfriede Bode
Elfriede Bode (* 8. August 1927 in Frechen; † 15. Oktober 2019 in München) war eine deutsche Professorin und Gewerkschafterin.

## Leben
Bode besuchte die Volksschule in Frechen, die städtische Mädchen-Mittelschule in Köln, die Aufbauschule in Malmedy und die Mädchen-Heimoberschule in Achern. Nach einem Jahr im Reichsarbeitsdienst machte sie die Lehre zur ländlichen Hauswirtschaftsgehilfin, die sie 1948 mit der Gehilfenprüfung beendete. Im Jahr darauf begann sie als Textillaborantin in den Glanzstoffwerken Oberbruch, in denen sie auch Betriebsrätin und Betriebsjugendsprecherin war. 1951 schloss sie sich der IG Chemie-Papier-Keramik an.
Nach einem Jahr an der Sozialakademie in Dortmund ging sie nach Bayern, wo sie von 1954 bis 1964 Frauensachbearbeiterin im Landesverband der Gewerkschaft Nahrung-Genuss-Gaststätten war. Es folgten ein Abendstudium an der Hochschule für Politik in München und ein Studium der Soziologie, Psychologie, Volkswirtschaftslehre und Pädagogik an der Universität München, das sie 1969 mit dem Diplom in Soziologie beendete. Daraufhin ging sie in München als städtische Angestellte in den Lehrdienst, zwei Jahre später wurde sie zur Professorin an der Fachhochschule München berufen.
Zwanzig Jahre lang gehörte sie als Frauenvertreterin dem Landesvorstand des Gewerkschaftsbundes an. In ihrer Zeit im Lehrdienst war sie bei der GEW Mitglied des Landesvorstands in der Gruppe Sozialpädagogik. Sie gehörte außerdem dem Prüfungsausschuss für die Hauswirtschaftslehrlinge bei der Stadt München an, war Jugendschöffin beim Amtsgericht München und Beisitzerin beim Arbeitsgericht München. Von 1972 bis 1989 gehörte sie dem Bayerischen Senat an.